# Dibrugarh
Dibrugarh là một thành phố và là nơi đặt ban đô thị (municipal board) của quận Dibrugarh thuộc bang Assam, Ấn Độ.

## Địa lý
Dibrugarh có vị trí 27°29′B 94°54′Đ / 27,48°B 94,9°Đ Nó có độ cao trung bình là 94 mét (308 feet).

## Nhân khẩu
Theo điều tra dân số năm 2001 của Ấn Độ, Dibrugarh có dân số 122.523 người. Phái nam chiếm 54% tổng số dân và phái nữ chiếm 46%. Dibrugarh có tỷ lệ 81% biết đọc biết viết, cao hơn tỷ lệ trung bình toàn quốc là 59,5%: tỷ lệ cho phái nam là 82%, và tỷ lệ cho phái nữ là 80%. Tại Dibrugarh, 9% dân số nhỏ hơn 6 tuổi.